# Лільяна Молнар-Талаїч
Лільяна Молнар-Талаїч (30 грудня 1938 року , Босанський Брод — 17 вересня 2007 р., Загреб) — боснійсько-герцеговинська та хорватська оперна співачка і педагог.

## Біографія
Лільяна Молнар-Талаїч народилась 17 вересня 1938 року в м. Загреб. Лільяна навчалась в Сараєвській музичній академії. Тоді вона дебютувала в 1959 році як графиня на святі Фігаро. З 1980 року до самої смерті працювала в Загребській музичній академії. В її класі сформувалась відома хорватська оперна співачка Сандра Багаріч.
Молнар-Талаїч була членкинею Сараєвської опери, переможницею Оперного театру в Загребі. У Віденській державній опері вона зіграла шість головних ролей і провела 58 вистав, виступала в міланській «Ла Скала», в лондонському «Ковент-Гарден" та «Метрополітен» у Нью-Йорка.
Померла 17 вересня 2007 року після нетривалої хвороби в Загребі.

## Кар'єра
Перші успіхи прийшли до співачки в Сараєво. В 1967 році ув Токіо отримала нагороду за Cio-Cio-San у " Мадам Баттерфляй". Вона розпочала свою світову кар'єру на фестивалі "Maggio Musicale Fiorentino " в 1969 році під керівництвом Зубіна Мехти участю в опері «Аїда». Згодом Лільяна Молнар-Талаїч стала зіркою Віденської державної опери та Арени у Вероні. Вона виступала у найбільших оперних театрах світу, таких як Віденська державна опера, міланська " Ла Скала", лондонський "Ковент-Гарден", нью-йоркський "Метрополітен", а її виступи супроводжувались такими рецензіями, як «найкраща Аїда у світі», «діамант вечора».

## Видатні ролі
- Верді: Аїда, Леонора, Ельвіра, Амелія, Дездемона
- Пуччіні: Чіо-Чіо-Сан, Мімі
- Моцарт: Донна Анна, графиня
- Доніцетті: Амелія
- Белліні: Норма
- Гуно: Маргарет
- Яначек: Йенуфа

## Нагороди
- 1974 рік. — Парма: премія "Золотий Верді[2]
- 1999 — Премія Володимира Назора за життєві досягнення[3]щорічна нагорода Міністерства культури Хорватії, яка вручається хорватським митцям за значні досягнення в своїй галузі.